# Lowell Ganz
Pour les articles homonymes, voir Ganz.
Lowell Ganz est un scénariste, réalisateur, producteur et acteur américain né le 31 août 1948 à New York, New York (États-Unis).

## Filmographie

### Comme scénariste
- 1979 : The Bad News Bears (en) (série télévisée)
- 1982 : Les Croque-morts en folie (Night Shift)
- 1984 : Splash
- 1985 : Drôles d'espions (Spies Like Us)
- 1986 : Gung Ho, du saké dans le moteur
- 1989 : Portrait craché d'une famille modèle (Parenthood)
- 1991 : La Vie, l'Amour, les Vaches (City Slickers)
- 1992 : Une équipe hors du commun (A League of Their Own)
- 1992 : Mr. Saturday Night
- 1994 : Les Héritiers affamés (Greedy)
- 1995 : Oublions Paris (Forget Paris)
- 1996 : Mes doubles, ma femme et moi (Multiplicity)
- 1997 : Drôles de pères (Fathers' Day)
- 1999 : En direct sur Ed TV (Edtv)
- 2000 : Où le cœur nous mène (Where the Heart Is)
- 2005 : Robots
- 2005 : Terrain d'entente (Fever Pitch)

### Comme réalisateur
- 1979 : Brothers and Sisters (série télévisée)

### Comme producteur
- 2005 : Robots : Mr. Gasket (voix)
- 1977 : Busting Loose (en) (série télévisée)
- 1982 : Joanie Loves Chachi (série télévisée)
- 1983 : Herndon (série télévisée)
- 1986 : Gung Ho, du saké dans le moteur
- 1992 : Mr. Saturday Night
- 1997 : Hiller and Diller (série télévisée)

### Comme acteur
- 1984 : Splash : Stan, the Tour Guide
- 1989 : Portrait craché d'une famille modèle (Parenthood) : Stan
- 1992 : Mr. Saturday Night de Billy Crystal : Writer #1
- 1994 : Les Héritiers affamés (Greedy) : TV Director
- 1999 : En direct sur Ed TV (Edtv) de Ron Howard : Lawyer